# Nigg
Nigg (Schots-Gaelisch: An Neag) is een dorp op de oostelijke oever van Nigg Bay in de Schotse lieutenancy Ross and Cromarty in het raadsgebied Highland.